# 2600 лет со дня основания империи
2600 лет со дня основания империи (яп. 紀元二千六百年 Кигэн нисэн роппяку нэн) — японская патриотическая песня, написанная по случаю государственного праздника — Дня основания государства в 1940 году. Дата была круглой — Японии исполнялось ровно 2600 лет — поэтому празднование планировалось невероятно масштабным, а подготовка к нему началась аж в 1935 году. При кабинете министров был образован специальный комитет по празднованию 2600-летия основания империи, который проспонсировал всенародный конкурс на создание песни в честь этого события. На конкурс было подано 17 487 заявок. Из них были выбраны стихи некого Ёсио Масуды, к которым сочинил мелодию преподаватель музыки в школе для девочек Гихатиро Мори. Получившуюся песню в 1940 году выпустили на пластинках сразу 6 звукозаписывающих компаний. Она превзошла по популярности другие песни на аналогичную тематику: официальный «Хвалебный гимн 2600-летию основания империи» (яп. 紀元二千六百年頌歌 Кигэн нисэн роппяку нэн сё: ка) 1938 года, составленный музыкантами Токийского музыкального училища, и старую школьно-патриотическую песню «Кигэнсэцу» 1888 года.

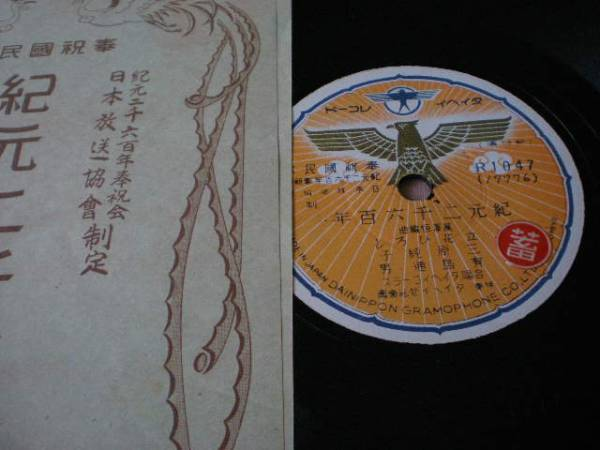
Пластинка с песней, на которой изображён упомянутый в песне золотой коршун — один из символов Японии

Выпуск песни не обошёлся без скандала: музыкальный исследователь Гёдзи Осада сообщал, в частности, что композитор Мори, будучи однажды в нетрезвом состоянии, заявил: «Я эту музыку сочинил на ритм фрикций, когда сношал проститутку в весёлом квартале Оцука». Эти неосторожные слова навлекли на Мори порицание общественности. Тем не менее, скандал не помешал популярности песни. Японские праворадикальные группировки и в 2000-е годы продолжали использовать «Кигэн нисэн роппяку нэн» на своих мероприятиях.
День основания государства (яп. 紀元節) — японский государственный праздник, введённый в 1873 году и отмечаемый 11 февраля. Согласно официальной позиции придворных историков, Японская империя была основана императором Дзимму, праправнуком верховной богини Аматэрасу. Описание происхождения Дзимму, а также его военного похода с острова Кюсю на остров Хонсю и подчинения тамошних племён было зафиксировано в двух старейших японских хрониках: «Кодзики» (712 год) и «Нихон сёки» (720 год). По этим хроникам придворные историки в начале периода Мэйдзи (1868—1912) высчитали дату основания японского государства: 11 февраля 660 года до н. э. Несмотря на то, что вычисленный придворными день основания империи приходился на такие времена, когда протояпонское общество только перешло от охоты и собирательства к земледелию, а по поводу реальности или мифологичности фигуры Дзимму среди историков не было единого мнения, биография праправнука Аматэрасу преподавалась в японских школах и университетах как действительные факты вплоть до конца Второй мировой войны. Альтернативные точки зрения подавлялись. Например, историк Сокити Цуда (яп. 津田左右吉) в 1940 году оказался в тюрьме за то, что в торжественный период опубликовал критическое исследование по поводу основания государства 2600 лет назад.

## Текст
| Оригинальный текст | Нормализация | Построчный перевод |
| --- | --- | --- |
| 金鵄輝く 日本の 栄ある光 身にうけて いまこそ祝へ この朝 紀元は 二千六百年 ああ 一億の胸は鳴る 歓喜あふるる この土を しっかと我等 ふみしめて はるかに仰ぐ 大御言 紀元は 二千六百年 ああ 肇国の雲青し 荒ぶ世界に 唯一つ 揺がぬ御代に 生立ちし 感謝は清き火と 燃えて 紀元は 二千六百年 ああ 報国の血は勇む 潮ゆたけき 海原に 桜と富士の 影織りて 世紀の文化 また新た 紀元は 二千六百年 ああ 燦爛のこの国威 正義凛たる 旗の下 明朗アジア うち建てん 力と意気を 示せ今 紀元は 二千六百年 ああ 弥栄の日は昇る | Кинси кагаяку Ниппон но Хаэ ару хикари ми ни укэтэ Има косо иваэ коно асита Кигэн ва нисэн роппяку нэн Аа, итиоку но мунэ ва нару Канки афуруру коно цути о Сиккато варэра фумисимэтэ Харука ни аогу о: микото Кигэн ва нисэн роппяку нэн Аа, тё: коку но кумо аоси Сусабу сэкаи ни тада хитоцу Юругану миё ни ойтати си Канся ва киёки хи то моэтэ Кигэн ва нисэн роппяку нэн Аа, хо: коку но ти ва исаму Усио ютакэки унабара ни Сакура то Фудзи но кагэ оритэ Сэйки но бунка мата арата Кигэн ва нисэн роппяку нэн Аа, санран но коно кокуи Сэиги ринтару хата но мото Мэйро: Адзиа утитатэн Тикара то ики о симэсэ има Кигэн ва нисэн роппяку нэн Аа, иясака но хи ва нобору | Купаясь в сиянии и блеске Японского Золотого коршуна, Празднуйте сегодняшний рассвет, Нашей империи 2600 лет. О, сердца всего народа бьются как одно. Переполняясь ликованием, мы твёрдо Ступаем по своей земле И почитаем волю императора. Нашей империи 2600 лет. О, небеса времён основания государства. В неспокойном мире только одно Непоколебимое царство, и мы в нём живём, Благодарность императору пылает чистым огнём. Нашей империи 2600 лет. О, кровь патриотов кипит в жилах. Выткав по морской глади с величественными приливами Образы сакуры и горы Фудзи, Культура столетия начинается заново. Нашей империи 2600 лет. О, блистающее достоинство нашей нации. Под величавым флагом справедливости Построим светлую Азию, Время показать свою силу и дух. Нашей империи 2600 лет. О, восходящее солнце сияет всё ярче и ярче. |

## Пародии
Песня послужила основой для пародийного куплета о резком подорожании сигарет в 1943 году. Оно было обусловлено повышением налогов: экономика воюющей Японии нуждалась в финансовых поступлениях. Первый куплет «Кигэн нисэн роппяку нэн» по случайности содержал два слова, являвшихся названиями популярных марок сигарет: «Кинси» («Золотой коршун») и «Хикари» («Свет»). После повышения налогов они подорожали, соответственно, с 10 до 15 сэн (1/100 йены) и с 18 до 30 сэн. Из-за этого недовольные японцы пародировали свою патриотическую песню: согласно тексту куплета, «весь народ льёт слёзы в день 2600-летия империи», а всё из-за роста цен на ходовой товар.
金鵄」上がって15銭

栄えある「光」30銭

今こそ来たぜこの値上げ

紀元は二千六百年

ああ一億の民は泣く